# Museo nazionale di Damasco

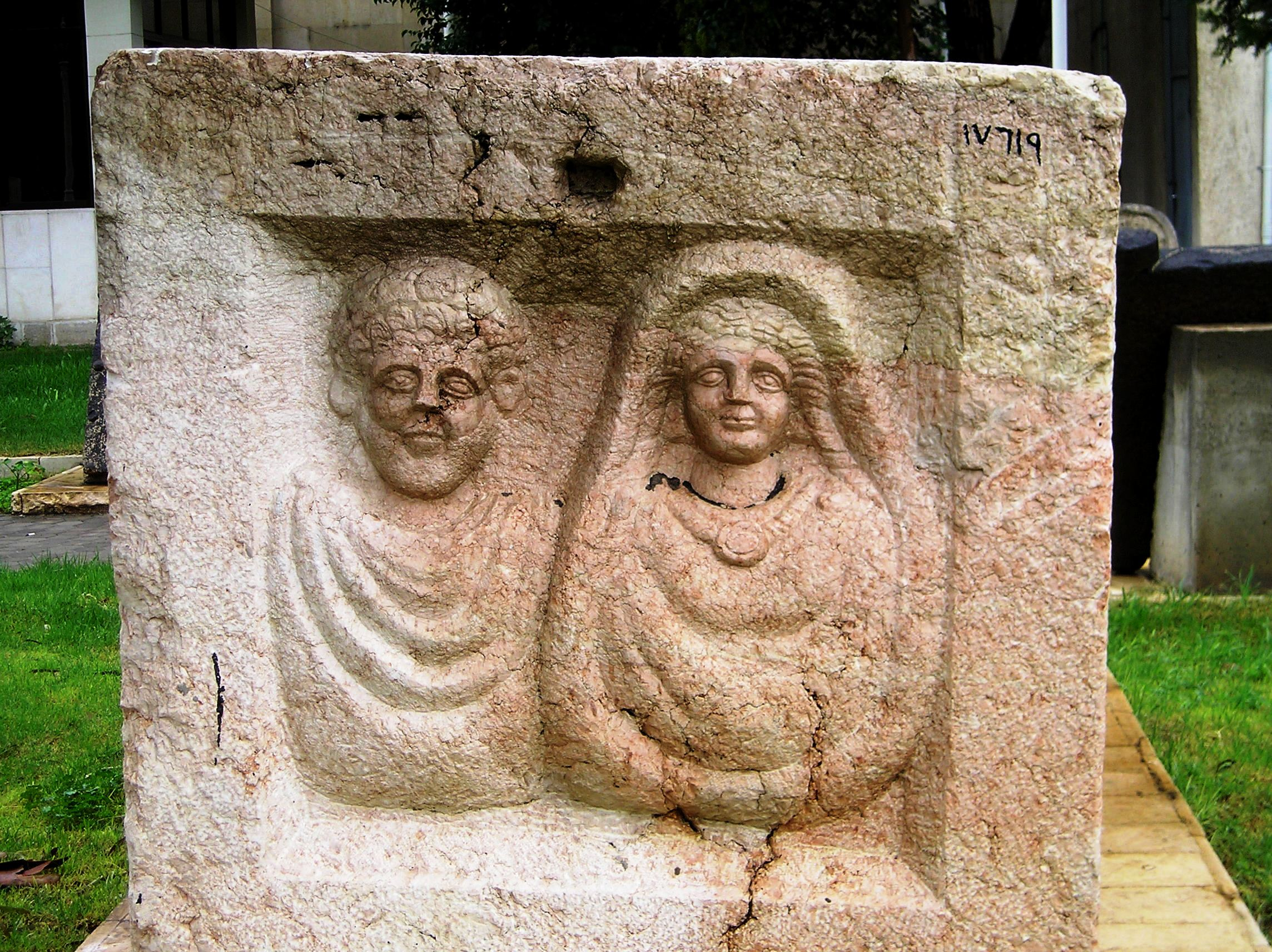
Bassorilievo nel giardino del museo

Il Museo nazionale di Damasco è il principale museo archeologico di Damasco e uno dei più importanti della Siria.
Situato nel quartiere ovest della città, tra l'Università di Damasco e la moschea Tekkiye, fu costruito nel 1936 per collocarvi le collezioni archeologiche nazionali, raccolte a partire dal 1919. L'edificio fu rinnovato e ingrandito nel 1956 e nel 1975.
Il meglio delle collezioni è la ricostruzione della sala dell'assemblea della sinagoga di Dura Europos.
L'entrata dell'edificio è caratterizzata dalla ricostruzione della facciata monumentale del palazzo detto Qasr al-Hayr al-Gharbi.
La prima sala è dedicata a Palmira, la seconda a Dura Europos, la terza all'arte bizantina. Altre tre sale sono dedicate a Ugarit, a Ebla ed infine a Mari.

## Galleria d'immagini

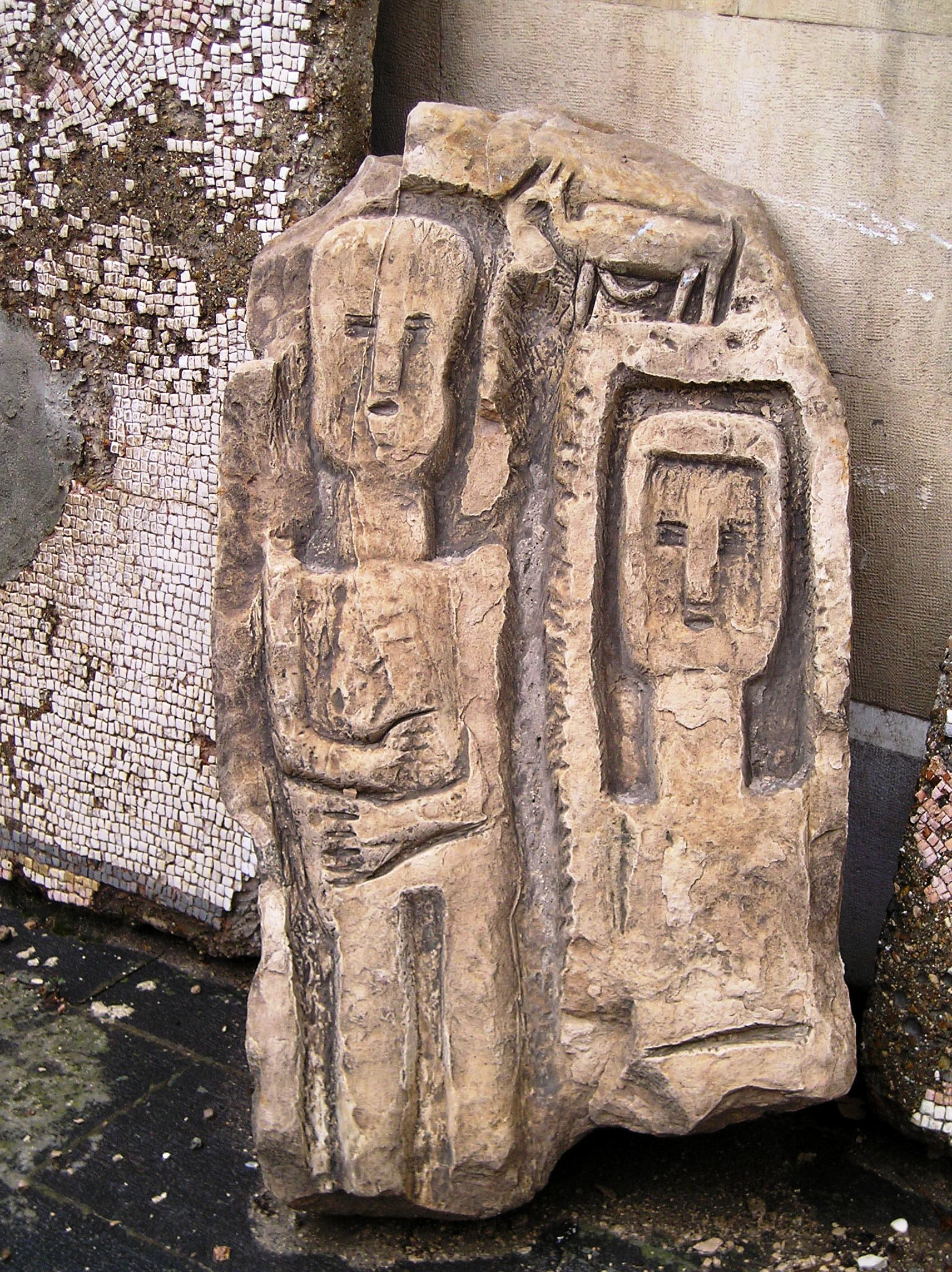
Bassorilievo nel giardino del museo
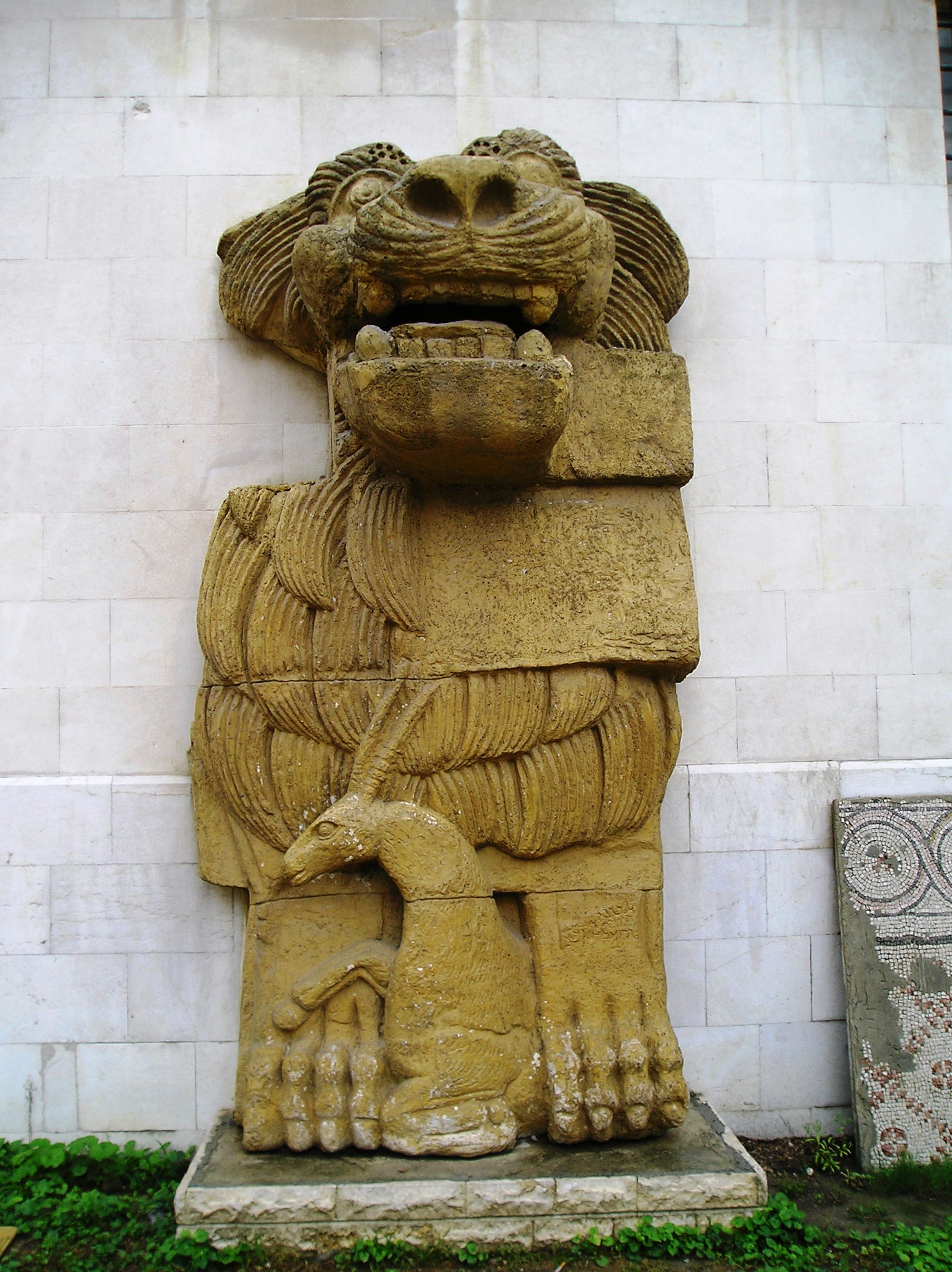
Leone
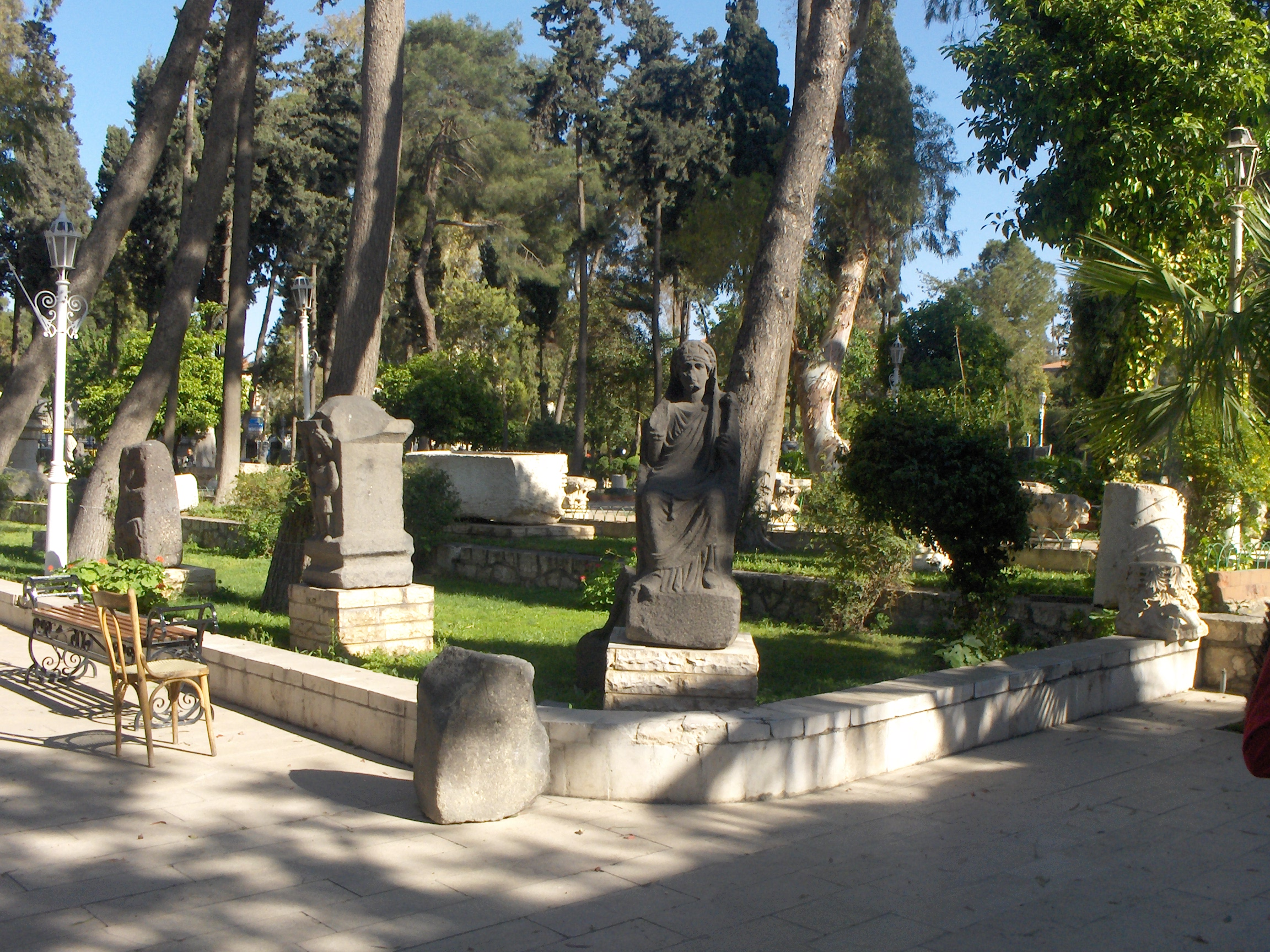
Giardino del museo
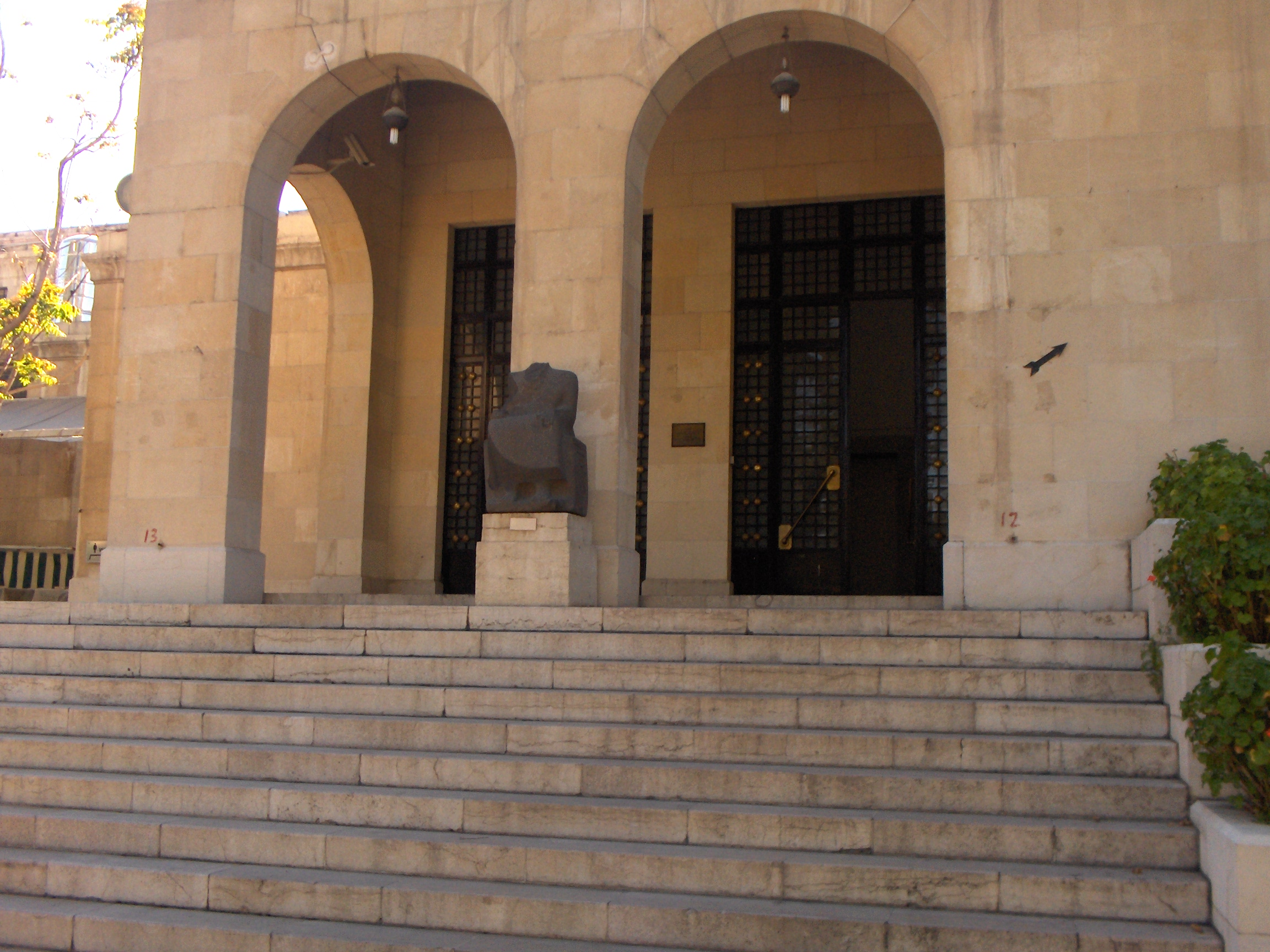
Scalinata dell'ingresso del museo
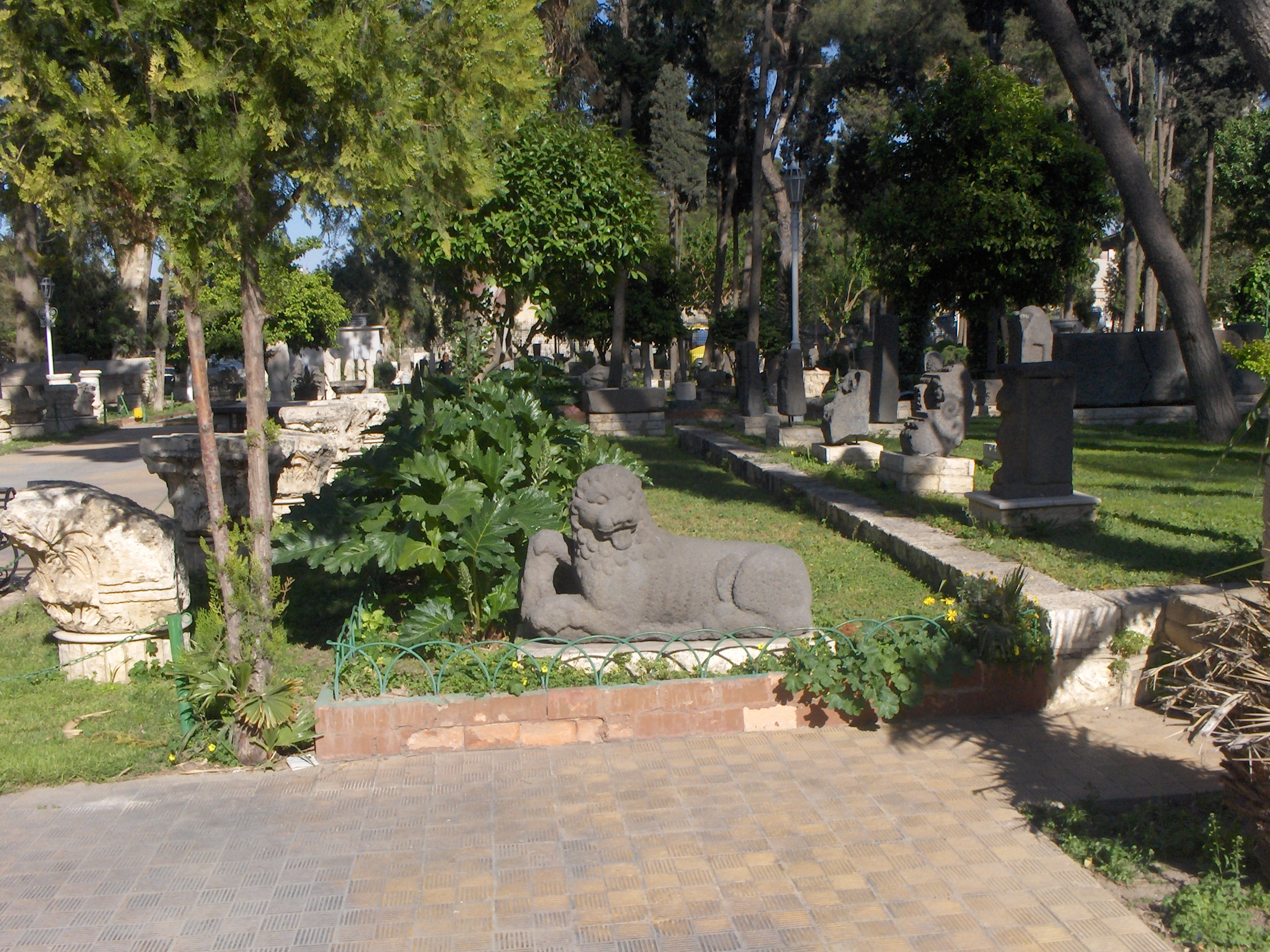
Giardino del museo
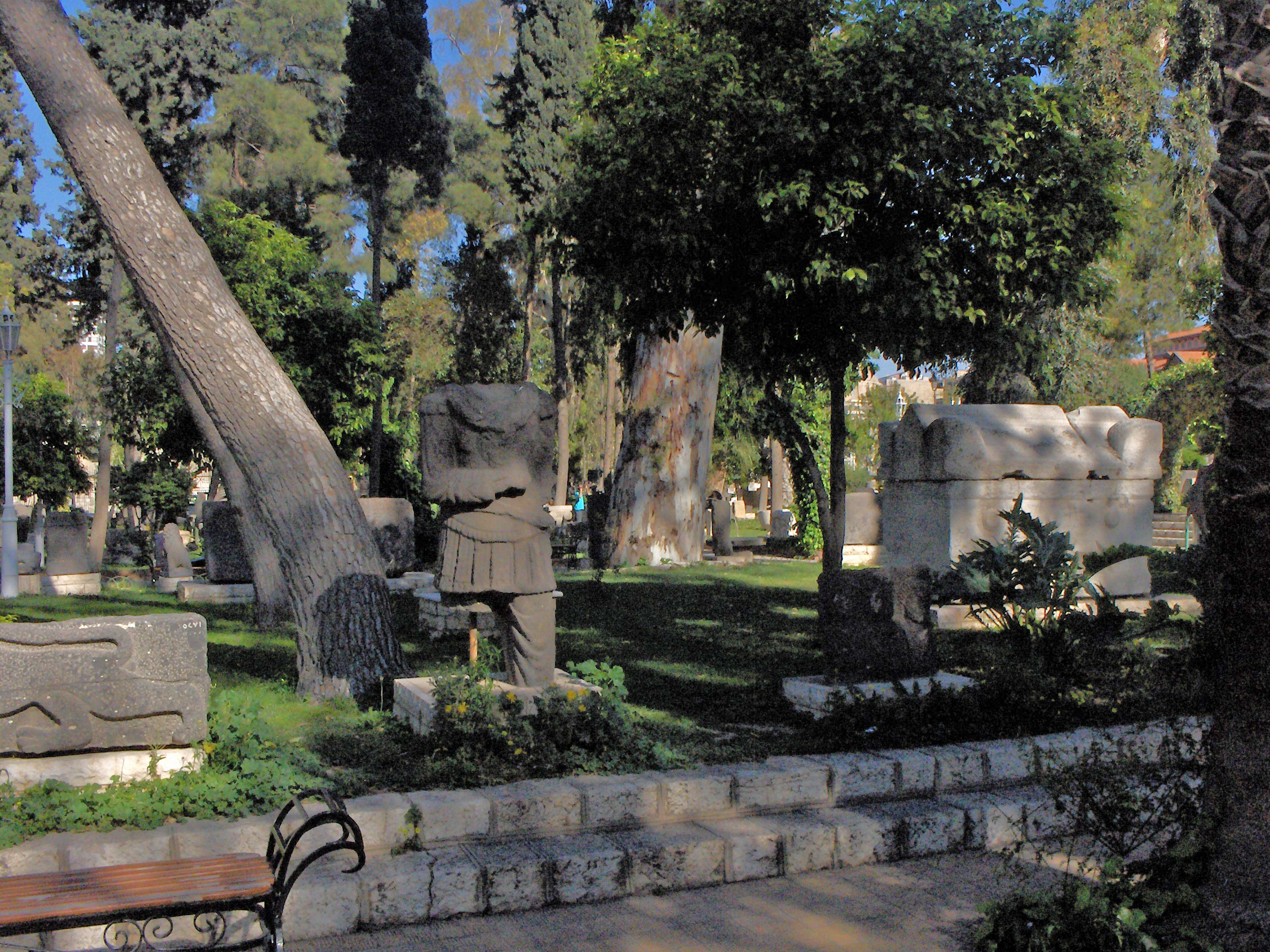
Giardino del museo
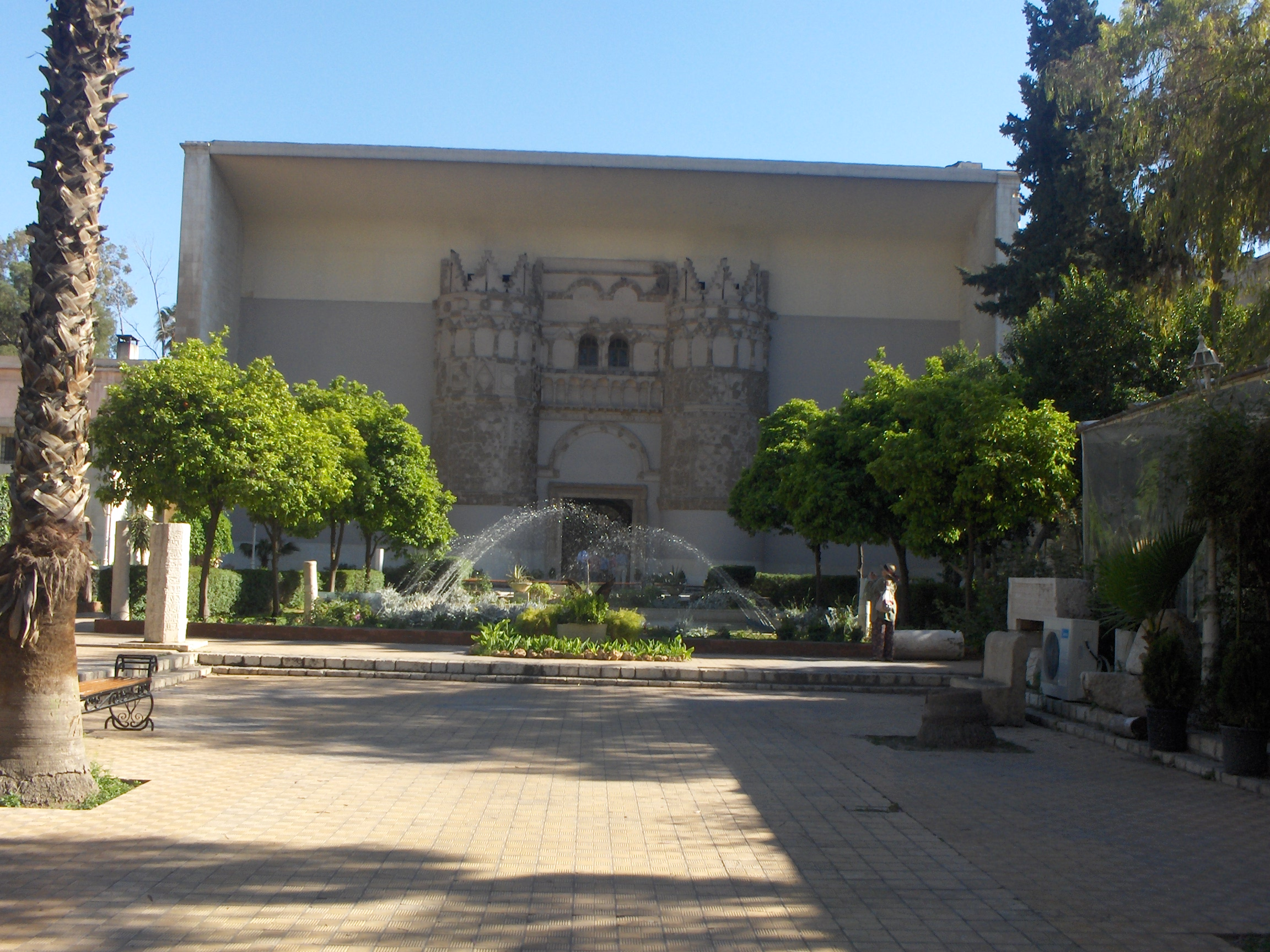
Giardino del museo con vista dell'ingresso
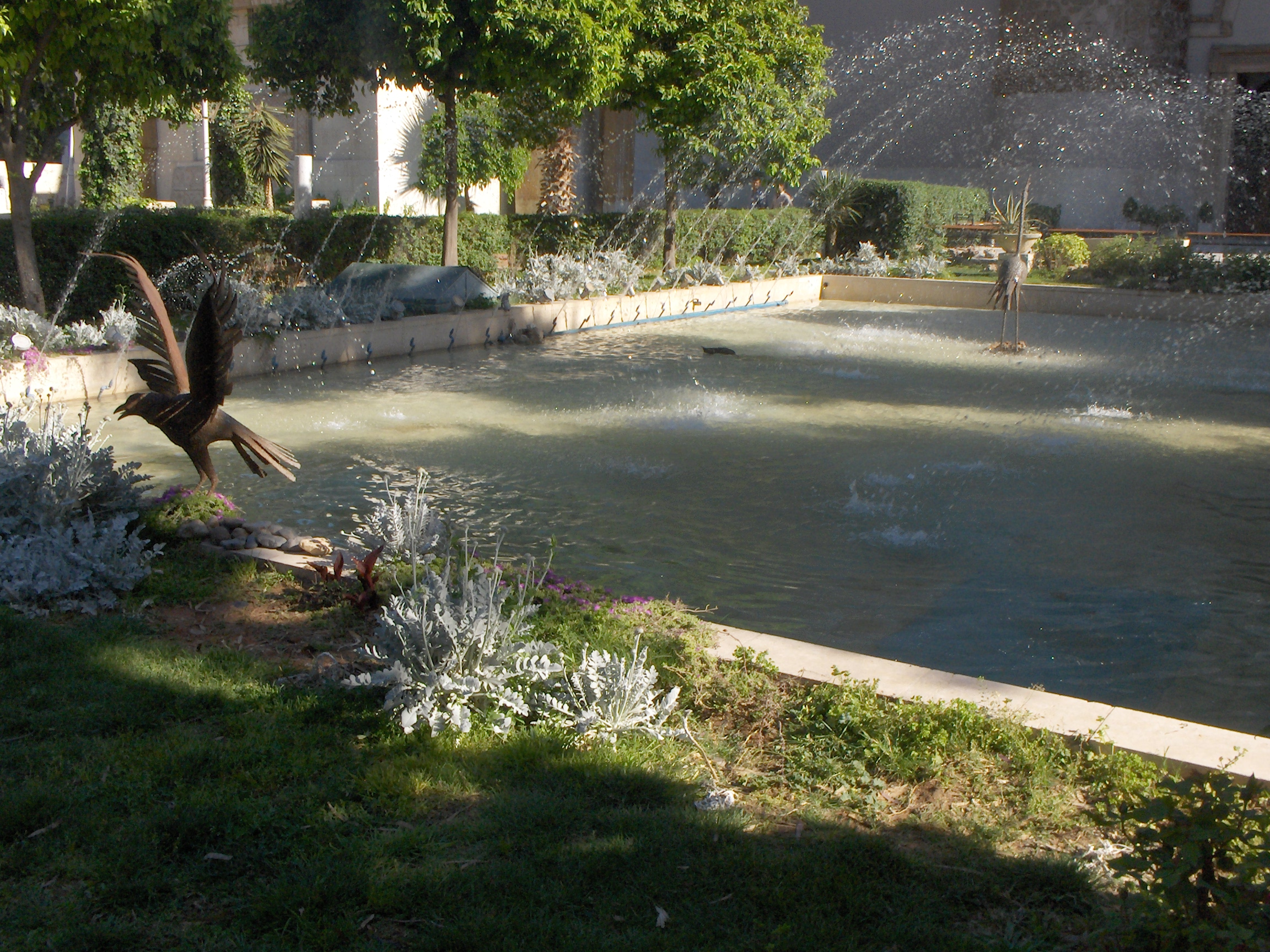
Fontana nel giardino del museo